# چاه عیسی بندانی
چاه عیسی بندانی روستایی در دهستان بندان بخش مرکزی شهرستان نهبندان استان خراسان جنوبی ایران است. بر پایه سرشماری عمومی نفوس و مسکن در سال ۱۳۹۰ جمعیت این روستا ۵۳ نفر (در ۴ خانوار) بوده است.